# Belgica Mound Province SAC
Belgica Mound Province SAC este o arie protejată (arie specială de conservare — SAC, sit de importanță comunitară — SCI) din Irlanda întinsă pe o suprafață de 41.090,4 ha, integral marine.

## Localizare
Centrul sitului Belgica Mound Province SAC este situat la coordonatele 51°23′02″N 11°42′38″W / 51.383879°N 11.710476°V.

## Înființare
Situl Belgica Mound Province SAC a fost declarat sit de importanță comunitară în iunie 2006 pentru a proteja un număr necunoscut de specii din flora spontană și fauna sălbatică aflate în arealul zonei. Situl a fost protejat și ca arie specială de conservare în februarie 2016.

## Biodiversitate
Situată în ecoregiunea atlantică, aria protejată conține 1 habitat natural: Recifuri.
La baza desemnării sitului se află un număr nedeclarat de specii protejate.
Pe lângă speciile protejate, pe teritoriul sitului au mai fost identificate 2 specii de nevertebrate.